# Stora Sinnern
Stora Sinnern är en sjö i Högsby kommun i Småland och ingår i Alsteråns huvudavrinningsområde. Sjön är 25,5 meter djup, har en yta på 2,21 kvadratkilometer och befinner sig 78 meter över havet. Stora Sinnern ligger i Alsteråns vattensystem Natura 2000-område. Sjön avvattnas av vattendraget Trändeån. Vid provfiske har en stor mängd fiskarter fångats, bland annat abborre, björkna, braxen och gers.

## Delavrinningsområde
Stora Sinnern ingår i det delavrinningsområde (633193-151354) som SMHI kallar för Utloppet av Stora Sinnern. Medelhöjden är 94 meter över havet och ytan är 16,09 kvadratkilometer. Det finns ett avrinningsområde uppströms, och räknas det in blir den ackumulerade arean 89,94 kvadratkilometer. Trändeån som avvattnar avrinningsområdet har biflödesordning 2, vilket innebär att vattnet flödar genom totalt 2 vattendrag innan det når havet efter 43 kilometer. Avrinningsområdet består mestadels av skog (83 %). Avrinningsområdet har 2,2 kvadratkilometer vattenytor vilket ger det en sjöprocent på 13,6 %.

## Fisk
Vid provfiske har följande fisk fångats i sjön:
| - Abborre - Björkna - Braxen - Gärs - Gädda - Gös - Löja - Mört - Nissöga - Sarv - Siklöja | - Sutare |